# Hugo Vickers
Hugo Ralph Vickers, DL (* 12. November 1951 in Lambeth, London) ist ein englischer Schriftsteller und Rundfunksprecher.

## Frühes Leben
Hugo Vickers Eltern waren der Börsenmakler Ralph Cecil Vickers und Dulcie Metcalf, seine Tante war die Politikerin Joan Vickers, Baroness Vickers. Er erhielt seine Ausbildung am Eton College und an der Universität Straßburg.

## Karriere als Schriftsteller und Rundfunksprecher
Vickers ist der Autor einiger Biographien von Mitgliedern von Königshäusern, darunter einer der Königinmutter Elizabeth Bowes-Lyon, von Alice von Battenberg und von Gladys Marie Deacon. Er nahm an mehreren Feiern des britischen Königshauses teil, zum Beispiel als Studiogast bei der Hochzeit von Prinz Charles und Diana Spencer 1981 und der Beerdigung von Prinzessin Diana 1997. Er kommentierte für ITN im Jahr 1999 die Hochzeit von Prinz Edward und Sophie Rhys-Jones, 2000 die Feiern zum 100. Geburtstag der Königinmutter und 2002 deren Beerdigung. Er war regelmäßiger Gast in der Sendung Larry King Live auf CNN sowie weiterer Fernsehsendungen in den USA, Kanada, Australien und Neuseeland.

## Theaterarbeit
Ab 2001 schrieb Vickers verschiedene Theaterstücke, in denen er zum Teil auch selbst mitspielte. An manchen Aufführungen waren Mitglieder der britischen königlichen Familie anwesend. Vickers organisierte auch Lesungen von Lyrik und Musikabende.

## Weitere Tätigkeiten
Vickers wurde 2002 zum Vorsitzenden der Stiftung zum Erhalt des Londoner Wanderwegs Jubilee Walkway bestellt. In dieser Eigenschaft hieß er Königin Elisabeth II. im Jahr 2003 auf der Mall zur Feier ihres 50. Thronjubiläums und erneut 2007 zur Feier der Diamantenen Hochzeit von Elisabeth und Prinz Philip auf dem Parliament Square willkommen. Er ist außerdem Vorsitzender des Outdoor Trust, der Wanderwege in den Ländern des Commonwealth of Nations anlegt.
Vickers ist als Deputy Lieutenant ein Stellvertreter des Lord Lieutenant von Berkshire, James Puxley.

## Persönliches
Hugo Vickers lebt in London und Wiltshire. Er ist Vater von zwei Söhnen und einer Tochter. Sein älterer Sohn, Arthur Vickers, arbeitet mit seinem Vater bei dessen Engagement für Wanderwege zusammen.